# Sloup se sochou Panny Marie (Brandýs nad Orlicí)
Klasicistní Mariánský sloup se nalézá v parkové úpravě Komenského náměstí v městě Brandýs nad Orlicí v okrese Ústí nad Orlicí. Mariánský sloup je od roku 1958 chráněn jako nemovitá kulturní památka ČR.

## Dějiny
Klasicistní Mariánský sloup zhotovený roku 1826 bratry Melnickými ze Žamberka byl vztyčen na místě původního mariánského sloupu z roku 1798, jehož donátory byly manželé Kollerovi z Brandýsa. Původní socha spadla za vichřice z podstavce a rozbila se

## Popis
Na pískovcovém schodě stojí nízky, naroře okosený hranolový podstavec, na kterém stojí užší hranolový pilíř zakončený nahoře profilovanou římsou. Na čelní straně pilíře se nalézá ozdobný rámeček s vytesaným nápisem: „Socha/ z WLASTENECKE DOBROCINNOSTI / ZDWIZENA A OKRASSLENA / PRO VCTV BOZSKE WELWBNOSTI / A / NEBESKE KRALOWNI / PRAWE CTITELOWE / OBET KONAGI / OBCE TETO.“ Na zadní straně pilíře je vytesán letopočet 1798.
Na římse je postaven sloup s ionskou hlavicí. Na vrcholu sloupu stojí na oblacích Panna Marie se sepjatýma rukama. Okolo hlavy má zlacenou svatozář z šesticípých hvězd. 

## Fotogalerie

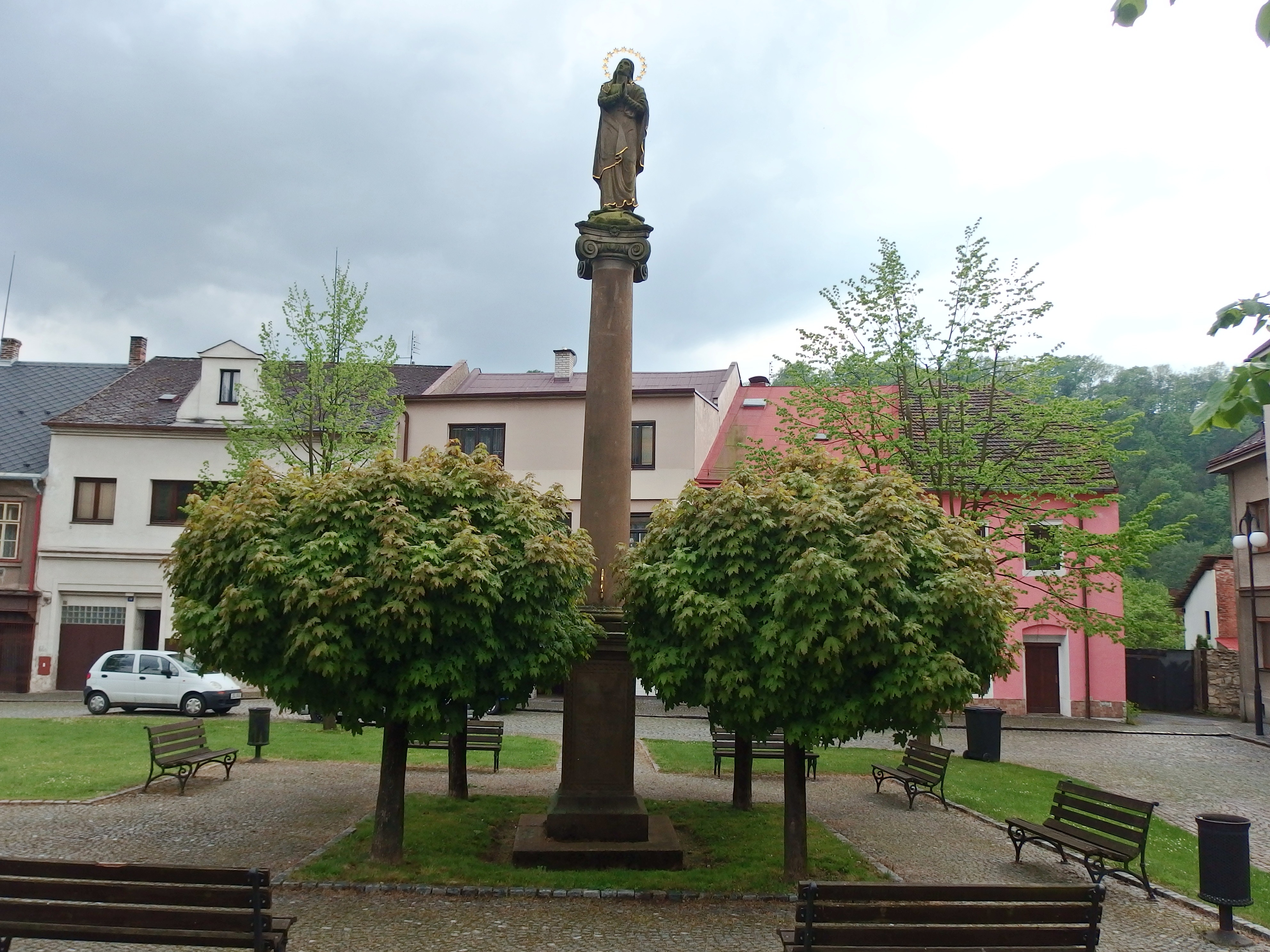
Mariánský sloup v Brandýse nad Orlicí
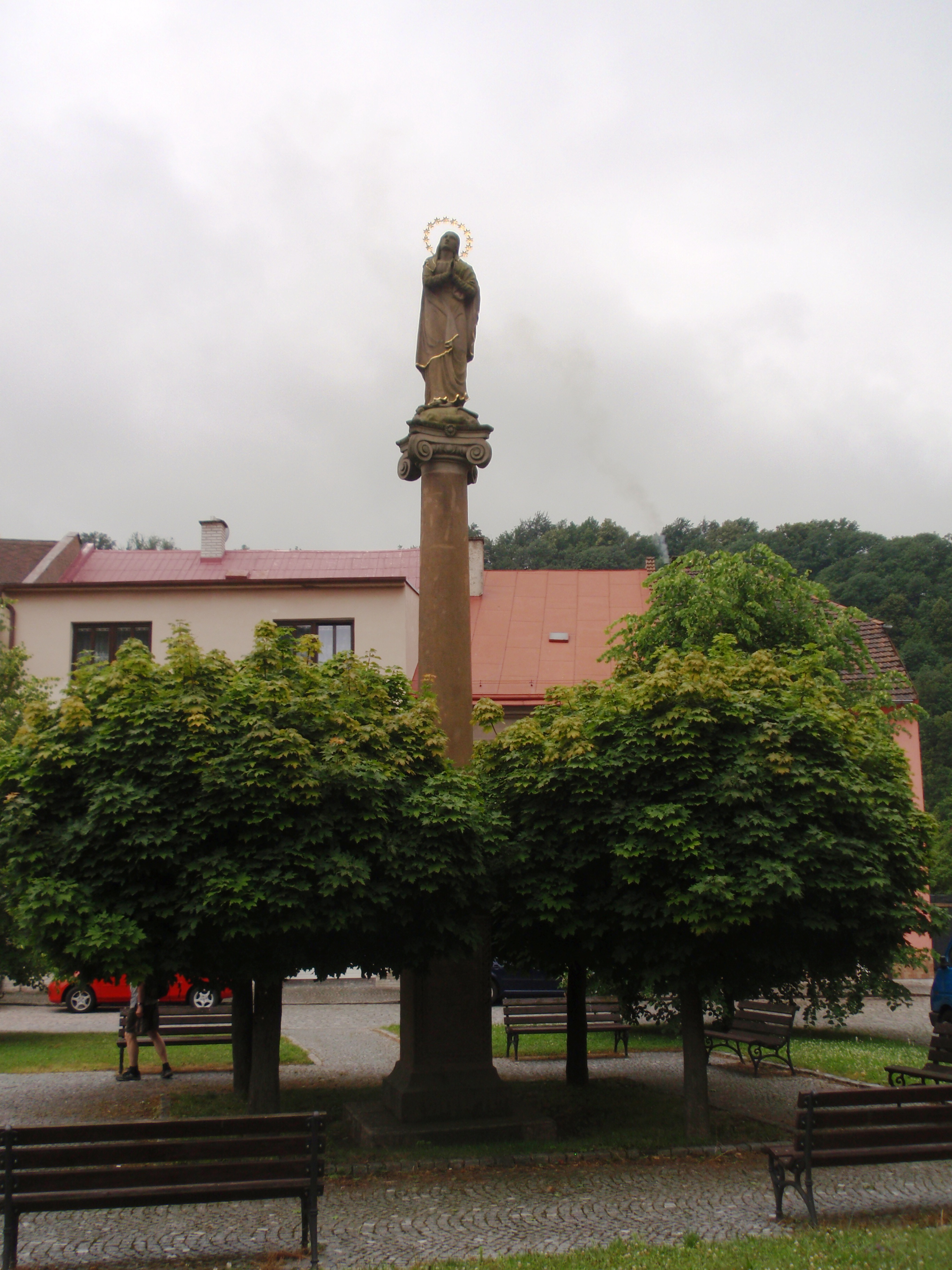
Mariánský sloup v Brandýse nad Orlicí
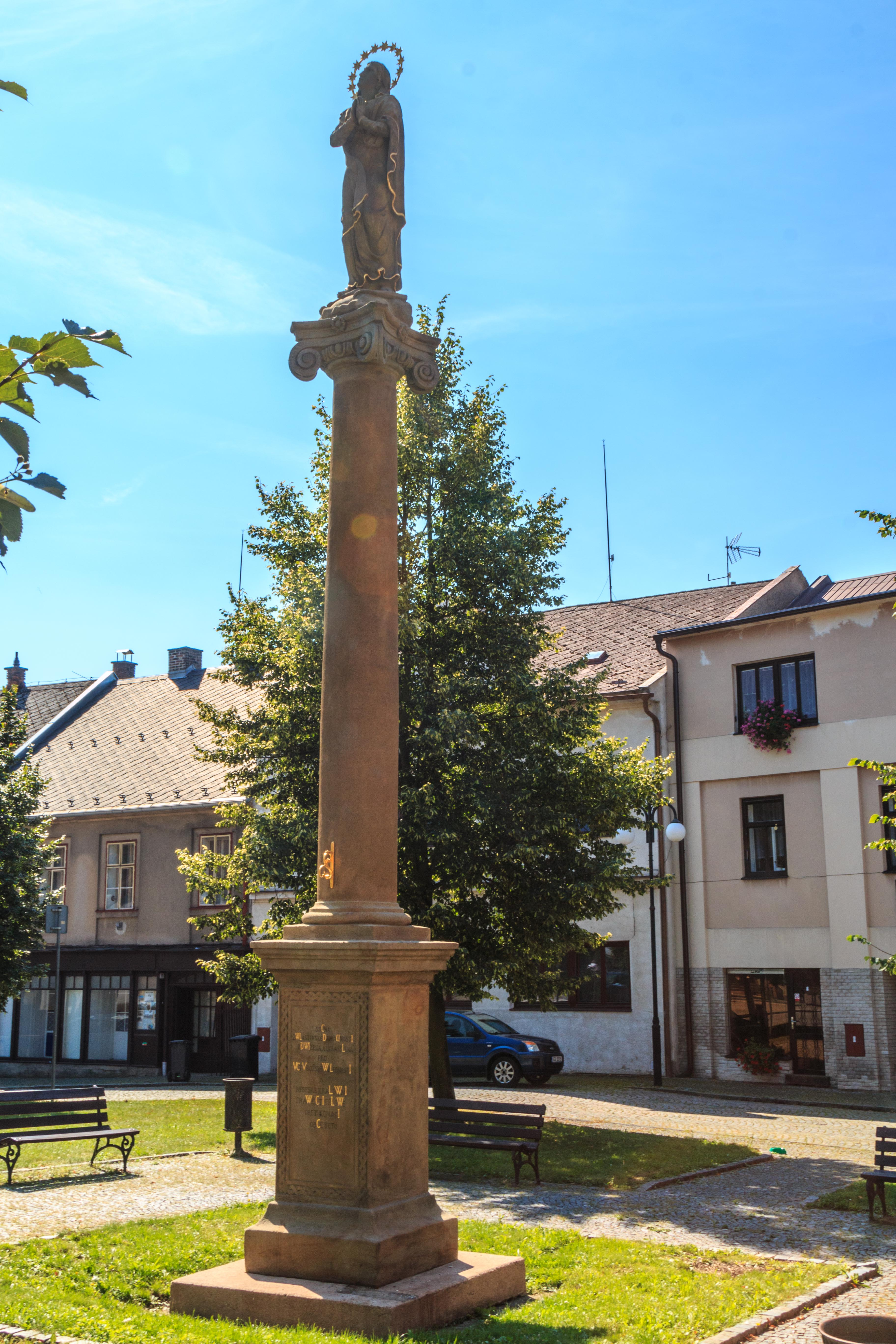
Mariánský sloup v Brandýse nad Orlicí
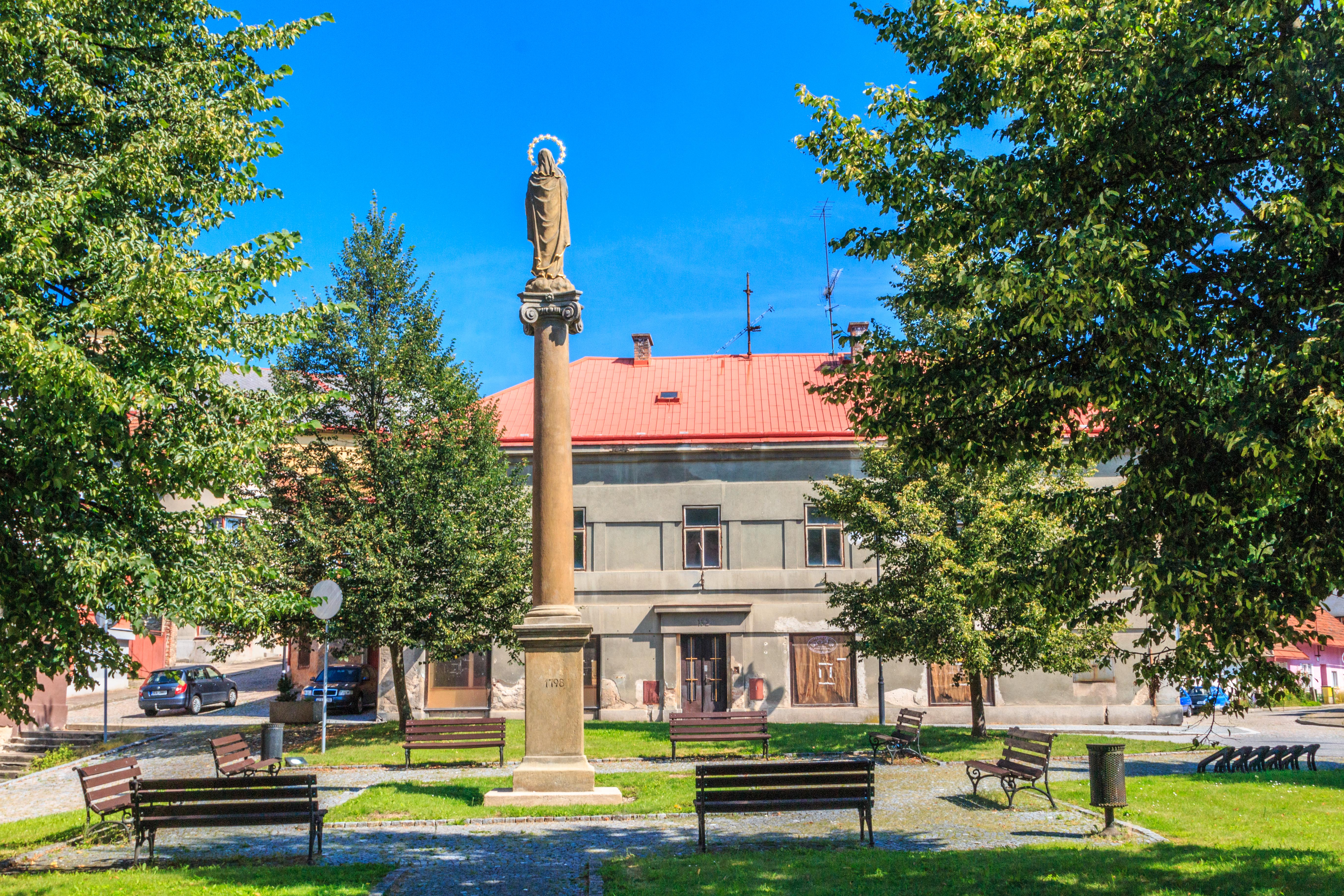
Mariánský sloup v Brandýse nad Orlicí